# De-Lovely
De-Lovely (bra: De-Lovely - Vida e Amores de Cole Porter; prt: De-Lovely) é um filme britano-estadunidense de 2004, do gênero drama romântico-biográfico-musical, dirigido por Irwin Winkler, com roteiro de Jay Cocks inspirado na vida e carreira de Cole Porter desde o encontro com Linda Lee Thomas até sua morte. 
O filme estreou em 2004 no Festival de Cannes.

## Sinopse
Nesta cinebiografia romanceada de Cole Porter, pode-se conhecer seu modo de trabalhar e alguns eventos importantes de sua vida, além do conflituoso relacionamento com Linda, com quem se casou.

## Elenco
- Kevin Kline como Cole Porter
- Ashley Judd como Linda Lee Thomas/Porter
- Jonathan Pryce como Gabriel
- Kevin McNally como Gerald Murphy
- Sandra Nelson como Sara Murphy
- Allan Corduner como Monty Woolley
- Peter Polycarpou como Louis B. Mayer
- Keith Allen como Irving Berlin
- James Wilby como Edward Thomas
- Kevin McKidd como Bobby Reed
- Richard Dillane como Bill Wrather
- John Barrowman como Jack
- Peter Jessop como Diaghilev
- Edward Baker-Duly como Boris Kochno
- Jeff Harding como Cody
- Caroline O'Connor como Ethel Merman
- Alanis Morissette como um ator no palco

## Recepção

### Bilheteria
O filme arrecadou US$ 13 milhões nos EUA e US$ 5 milhões em outros mercados, para uma bilheteria mundial total de US$ 18 milhões.

### Prêmios e indicações
Prêmios Globo de Ouro (2005)
- Indicado
  - Melhor ator - comédia ou musical (Kevin Kline)[6]
  - Melhor atriz - comédia ou musical (Ashley Judd)[6]

Satellite Awards
- Venceu
  - Melhor direção de arte ou design de produção[carece de fontes?]

- Indicado
  - Melhor ator coadjuvante - cinema (Kevin Kline)[carece de fontes?]
  - Melhor figurino[carece de fontes?]

Grammy Award
- Indicado
  - Melhor álbum de trilha sonora[carece de fontes?]

Costume Designers Guild
- Indicado
  - Excelência em figurino - filme de época ou fantasia[carece de fontes?]